# Усенбаева, Нуржамал Пернебековна
Усенбаева, Нуржамал Пернебековна (род. 4 июня 1958, Арыс, Чимкентская область, Казахская ССР, СССР). Известная казахская оперная певица (колоратурное сопрано), народная артистка Республик Казахстан (1996) и Татарстан, Заслуженный работник культуры Республики Узбекистан (1994), лауреат Государственной премии Республики Казахстан (2000).

## Биография
Происходит из рода кулшыгаш племени конырат. Родилась 4 июня 1958 года в городе Арыс Южно-Казахстанской области, в многодетной семье (8 детей). Родители - учителя. Хотя Нуржамал с детства пела и мечтала стать певицей, в музыкальное училище она поступила на фортепианное отделение.
В 1976 году закончила в Арыси детскую музыкальную школу им. Байгуттиевой (класс фортепиано), а в 1979 году – с отличием Чимкентское музыкальное училище (класс фортепиано). Но затем стала брать уроки вокала у М.Г. Магзумовой и поступила в Алма-Атинскую государственную консерваторию им. Курмангазы (класс сольного пения проф. Бекена Жилисбаева, 1979 - 1984 гг.), закончив её с отличием.
Ещё когда она была студенткой пятого курса, в ГАТОБ имени Абая в Алма-Ате готовилось возобновление национальной оперы «Кыз-Жибек». И в театре сочли возможным доверить молодой певице исполнение партии главной героини. Ее партнером стал известный певец Алибек Днишев.
В 1984 – 1997 гг. была солисткой оперы Государственного академического театра оперы и балета им. Абая в Алма-Ате.
В 1991 году прошла стажировку в Швейцарии (у знаменитой Элизабет Шварцкопф).
С 1998 года и по настоящее время – ведущая солистка Государственной филармонии города Астаны.
В феврале 2011 года она пела на открытии VII Зимней Азиады в Астане.
2024 году с 1-4 июня в городе Астана прошел I Международный конкурс вокального искусства вокального искусства Нуржамал Усенбаевой.

## Творчество
В обширный репертуар певицы входят такие партии, как Виолетта «Травиата», Джильда «Риголетто», Алиса «Фальстаф» Дж. Верди, Мими «Богема», Лиу «Турандот» Дж. Пуччини, Лючия «Лючия ди Ламмермур» Г. Доницетти, Розина «Севильский цирюльник» Дж. Россини, графиня «Свадьба Фигаро» В. Моцарта, Маргарита «Фауст» Ш. Гуно, Агата «Вольный стрелок» К.-М. Вебера, Лейла «Искатели жемчуга», Микаэла «Кармен» Ж. Бизе; Антониа «Сказки Гофмана» Ж. Оффенбаха, Розалинда «Летучая мышь» И. Штрауса, Антонида «Жизнь за царя» М. Глинки, Инфанта «Карлик» А. фон Цемлинского, Снегурочка «Снегурочка», Марфа «Царская невеста», Сервилия «Сервилия» Н. Римского-Корсакого, Ажар «Абай» А. Жубанова и Л. Хамиди, Сара «Биржан-Сара» М. Тулебаева, Гульбаршин «Алпамыс» Е. Рахмадиева, также Кыз-Жибек в одноимённой опере и Дана в «Ер Таргын» Е. Брусиловского и другие.
Она выступала с сольными концертами в знаменитых залах мира: «Carnegie Hall» (Нью-Йорк, США), зал «Cortot» (Париж, Франция), зал «Conzertgebaum» и театр «Care» (Амстердам, Голландия), театр «Coliseum» (Лиссабон, Португалия), Большой театр (Москва), Большой и Рахманиновский залы Московской консерватории, Большой Филармонический зал (Санкт-Петербург), Татарский академический государственный театр оперы и балета имени Мусы Джалиля (Казань) и др. 

## Мнения критиков
- «Лучшая российская Виолетта (опера „Травиата“) — обворожительная Нуржамал Усенбаева из Алма-Аты с европейски отточенным вокалом» («Известия», Москва, 2000).

- «Кто устоит против этого победительного обаяния?! Против этого свободно льющегося, свежего, полного, одухотворённого голоса?! Какой силы нежность, всепоглощающая, самозабвенная, звучит в нём…» («Вечерняя Казань», 2000)

- «Нуржамал Усенбаева имеет призвание певчей птицы своего народа» («Daily News», Нью-Йорк, 2007)

## Награды и премии
- Обладатель специального приза Всесоюзного конкурса вокалистов имени Глинки.
- В 1991 году — специальная премия Джино Беки на Международном конкурсе вокалистов им. Франсиско Виньяса в Барселоне, Испания.
- 1993 год — Заслуженная артистка Республики Казахстан из рук президента (24 октября 1993 года)
- 1994 год — Заслуженный работник культуры Республики Узбекистан[3]
- 1996 год — Народная артистка Республики Казахстан
- 2000 год — Лауреат Государственной премии Республики Казахстан (15 декабря 2000 года) — за оперную и концертную деятельность 1995-1999 гг.[4].
- 2000 год — независимая премия меценатов Казахстана «Платиновый Тарлан» в номинации «Музыка».
- Народная артистка Республики Татарстан
- 2006 год — Орден «Курмет».
- 2013 год — «Golden Europea» («Золотая Европа») области художественной и культурной деятельности.

## Дискография
- «Nurzhamal Usenbayeva» — оперные партии и казахская народная песня «Алконыр».

- «Goethe Pushkin in music» — диск камерной музыки: Моцарт, Бетховен, Шуберт, Вольф, а также Глинка, Даргомыжский, Рахманинов.

- «Karlygash» — колоратурные арии и народные песни

## Семья
Муж Толеген Мухамеджанов (1948) — известный композитор, поэт, препод. кафедры композиции Алматинской консерватории (1982—1987), директор ГАТОБ имени Абая в Алма-Ате (1987—1998), зам. мэра Астаны по культуре (1998—2004), депутат Мажилиса (нижняя палата) Парламента РК (2004—2007), с 2007 года — депутат Сената (верхняя палата) Парламента РК.
В семье четверо детей.9 внуков
Старшая дочь Карлыгаш Мухамеджанова (1983) — киноактриса.